# .edu
.edu je generička internetska domena. koja se dodjeljuje isključivo internetskim stranicama obrazovnih institucija, kao što su fakulteti, univerziteti i slično. U upotrebi je od siječnja 1985. godine i jedna je od šest najstarijih najviših internet domena.

## Najstarije .edu domene
- columbia.edu
- purdue.edu
- rice.edu
- ucla.edu

## Vanjske poveznice
- Popis najviših domena, na iana.org